# 松本市営バス
松本市営バスは、長野県松本市が運行するコミュニティバス（自治体バス）である。
いずれも松本電鉄バスが運行していた路線の廃止代替バスで、奈川村・四賀村が運行していたが、市町村合併により松本市へ引き継がれた。
アルピコタクシーの受託によって運行されている。
2023年4月1日からは公設民営バス『ぐるっとまつもとバス』となる。

## 路線

### 奈川線
奈川村営バスから継承された路線と旧松本電鉄バスの代替路線が各1本ずつ運行されている。
- （松本市立病院 - 波田駅 - 新島々駅 - 安曇支所前 - ）奈川渡ダム - 診療所前 - 奈川温泉 - 古宿 - 寄合渡 - 野麦峠スキー場 - 川浦
  - 松本市立病院から直通する便と奈川渡ダムで松本電鉄バスと接続する区間便の2種類がある。
  - 区間便の運行は松本市奈川支所が行い、直通便の運行はアルピコタクシーに委託している。かつては大新東が運行受託していたが、委託先が四賀循環線を担当するアルピコタクシーへ変更され、大新東は撤退した。
  - 直通便はアルピコ交通上高地線（通称・松本電鉄）の波田駅と新島々駅で電車接続を受けるダイヤになっている。
  - 下り便は奈川村内の診療所前より先のバス停では乗車できない。
  - 土休日は全便前日までに予約が必要となる。
  - 運賃は松本市立病院⇔奈川渡ダム間は松本電鉄バスと同額、奈川渡ダム⇔川浦間は210円均一に設定されている。
- 波田駅 - 松本市立病院 - 八景山（やけやま）公民館
  - 上り2本・下り1本の運転。全便土休日運休。

### 四賀循環線
四賀村営バスから継承され市営バス四賀線となった路線。アルピコタクシーに運行を委託している。一部循環バス。運賃はゾーン制で一定区間乗ると150円刻みで値上げする。かつては対距離制を採用していた。2023年4月1日に四賀循環線に改称された。全系統が平日のみの運行、そのため土曜日曜祝日に四賀地域への運行はアルピコ交通による運行の四賀線のみとなる。
四賀支所と七嵐町会（保育園前）にバス利用者用のパークアンドライド駐車場がある。
四賀支所にてアルピコ交通の四賀線と時間帯によっては接続できる。
- 四賀支所 - 大木戸 - 明科駅
  - 2010年10月1日よりアルピコ交通旧会田線の一部区間を引き継いだ路線で、アルピコ時代の運転本数は平日1日1往復と化石館→大木戸→保福寺下町→明科駅のルートで運行する便しかなく市営バス転換後は比較的僅かに増えている。
  - 大木戸バス停から徒歩約6分のところにある高速道路上に長野道四賀バス停があり時間帯によっては乗り継ぎ可能である。
  - 大木戸 - 明科間の運行は極端に少なく大半が四賀支所 - 大木戸または井刈の区間便である。
- 四賀支所 - 赤松館前 - 召田 - 横川 - 会吉車庫
  - 大木戸系統・会吉系統が一体で運行されている。
  - 会吉車庫は松本電鉄バス会吉車庫と書かれた車庫があるものの夜間停泊はない。
  - 会吉車庫行きに乗車した場合、終点で帰りのバスが翌朝までない。
- 中学校門→四賀支所→板場→化石館前→穴沢温泉口→四賀支所
- 四賀支所→化石館前→保福寺下町
- 保福寺下町→化石館前→四賀支所
  - それぞれ片道1本のみの運行となっている。
  - 保福寺下町→四賀支所系統は元々2010年10月1日にアルピコ交通四賀線がルート変更で生じた系統である経緯から2023年3月31日までアルピコ交通直営で行われていた。

- 四賀デマンドバス（旧四賀地域バス）
  - 地域内各所にある指定停留所で利用できる。利用には登録・予約が必要。

## 歴史
- 2010年（平成22年）10月1日
  -     - 四賀地域で運行する市営バスが一部四賀地域バスによるデマンド式路線になる。
- 2023年（令和5年）4月1日
  - アルピコ交通の松本営業所管内のバス路線（高速バス・特急バスを除く）が公設民営バスぐるっとまつもとに移行。これに伴い市営バスもこれの対象となる。